# فرانسیس تورنفیر
فرانسیس تورنفیر (انگلیسی: Francis Tournefier؛ زادهٔ ۲۸ فوریهٔ ۱۹۶۴) وزنه‌بردار اهل فرانسه بود.